# Bandgraph
Im mathematischen Gebiet der Graphentheorie bezeichnet man Graphen, bei denen jeder Knoten mit einer zyklischen Anordnung der ausgehenden Kanten versehen ist, als Bandgraphen.
In der Topologie sind Bandgraphen bei der Untersuchung der Topologie von Flächen von Nutzen.

## Definition

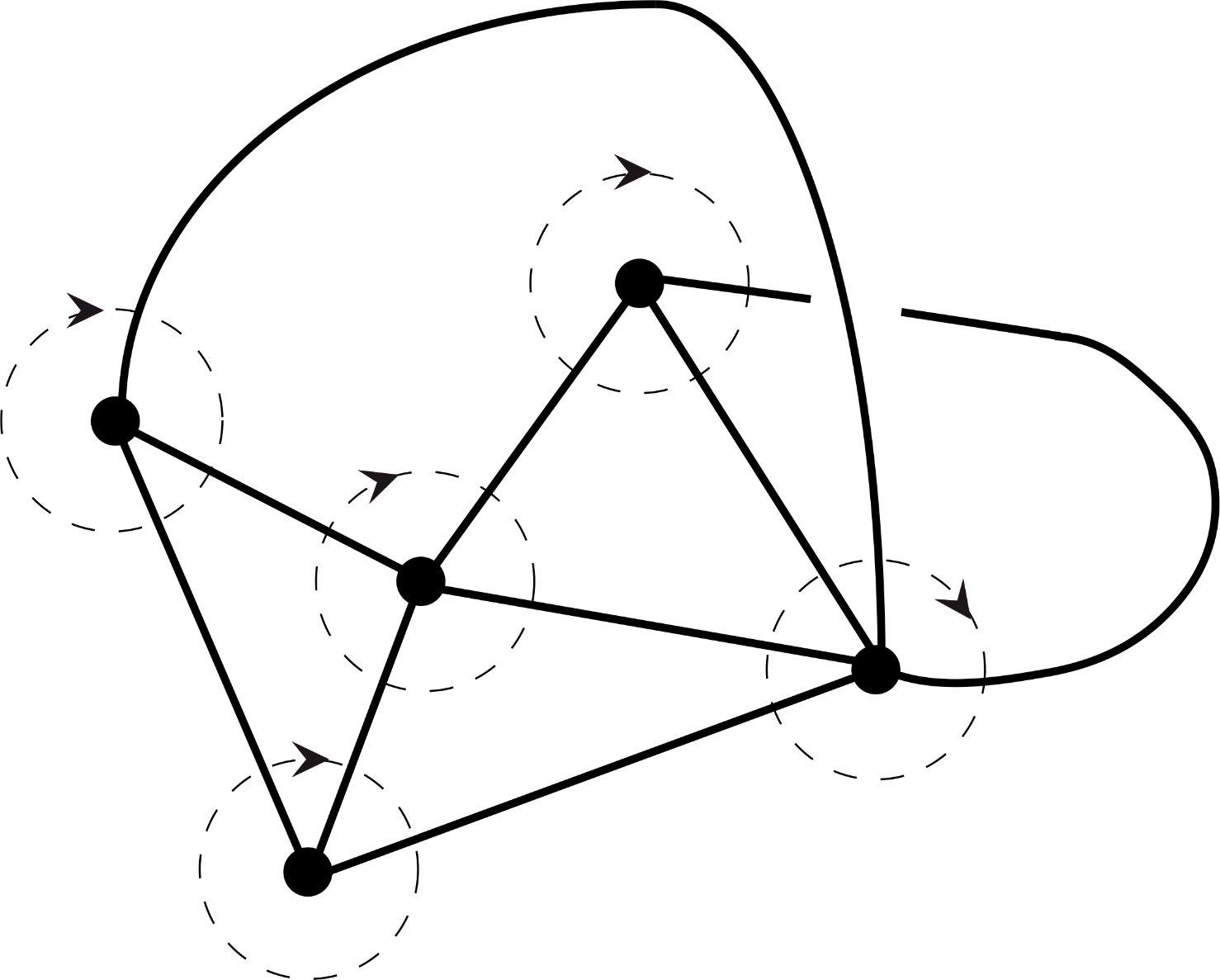
Ein Bandgraph: die Pfeile deuten die zyklische Ordnung der Kanten an.

Für einen Graphen {\displaystyle (V,E)} bezeichne {\displaystyle V} die Menge der Knoten, {\displaystyle E} die Menge der Kanten und {\displaystyle {\overline {E}}\subset V\times V} die Menge der gerichteten Kanten, wobei
{\displaystyle (v,w)\in {\overline {E}}\Leftrightarrow (w,v)\in {\overline {E}}\Leftrightarrow \left\{v,w\right\}\in E}.
Für jeden Knoten {\displaystyle v\in V} bezeichnen wir mit
{\displaystyle St(v)=\left\{e=(v,w)\in {\overline {E}}\colon w\in V\right\}}
die Menge der von {\displaystyle v} ausgehenden gerichtete Kanten.
Definition: Ein Bandgraph ist ein Graph {\displaystyle (V,E)} zusammen mit einer zyklischen Anordnung der gerichteten Kanten aus {\displaystyle St(v)} für jedes {\displaystyle v\in V}.
Das heißt, für jedes {\displaystyle v\in V} hat man eine Permutation
{\displaystyle \sigma _{v}\colon St(v)\to St(v)},
so dass für jedes {\displaystyle x\in St(v)} sein Orbit unter {\displaystyle \sigma _{v}} ganz {\displaystyle St(v)} ist:
{\displaystyle \left\{\sigma _{v}^{n}(x)\colon n\in \mathbb {Z} \right\}=St(v)}.
Äquivalent kann man fordern, dass es eine Permutation
{\displaystyle \sigma \colon {\overline {E}}\to {\overline {E}}}
gibt, deren Zykel genau zyklischen Anordnungen auf den Mengen {\displaystyle St(v)} mit {\displaystyle v\in V} entsprechen.
Der Zusammenhang zwischen den beiden äquivalenten Definitionen ergibt sich durch die Gleichung
{\displaystyle \sigma (e)=\sigma _{v}(e)\Leftrightarrow e\in St(v)}.

## Zugeordnete Flächen
Einem Bandgraphen kann man eine Fläche mit Rand zuordnen, indem man jeder Kante des Graphen ein Rechteck und jedem Knoten eine Kreisscheibe zuordnet und die Rechtecke entsprechend der gegebenen zyklischen Ordnung an die Kreisscheiben anklebt.
Man kann dem Bandgraphen auch eine geschlossene Fläche zuordnen, indem man die Randkomponenten der oben konstruierten Fläche jeweils mit einer Kreisscheibe verklebt.
Diese Konstruktion ermöglicht einen elementaren Beweis der Klassifikation der Flächen und sie ist von Nutzen bei der Untersuchung der Abbildungsklassengruppen von Flächen.
Bezeichne {\displaystyle FatGraph_{c}^{3}} die Kategorie der zusammenhängenden Bandgraphen, in denen jeder Knoten mit mindestens 3 Kanten adjazent ist, dann ist die geometrische Realisierung {\displaystyle |FatGraph_{c}^{3}|} schwach homotopieäquivalent zur disjunkten Vereinigung der klassifizierenden Räume der Abbildungsklassengruppen für alle Flächen:
{\displaystyle |FatGraph_{c}^{3}|\sim \bigcup _{S}BMod(S)}.